# モリッツ・ブロシンスキ
モリッツ・ブロシンスキ（Moritz Broschinski、2000年9月23日 - ）は、ドイツ・フィンスターヴァルデ出身のサッカー選手。VfLボーフム所属。ポジションはFW。

## クラブ経歴
エネルギー・コットブスの選手として2018年2月4日、FSVブディッサ・バウツェンとの試合でシニアデビューを果たし、キャリア1シーズン目は公式戦5試合に出場して1ゴールを挙げた。
2020年5月5日、2020-21シーズンからボルシア・ドルトムントのリザーブチームへ移籍することが発表された。
2023年1月22日、ブンデスリーガに所属していたVfLボーフムに移籍し、2年半契約を結んだ。